# Huawei Mobile Services
Huawei Mobile Services (HMS) je formát souborů balíčků, vyvinutých společností Huawei. Její centrum známé jako HMS Core slouží jako sada nástrojů pro vývoj aplikací na zařízeních Huawei. HMS se obvykle instaluje na zařízení Huawei s operačním systémem HarmonyOS a na jeho dřívější zařízení s operačním systémem Android, včetně zařízení již distribuovaných s mobilními službami Google.
Klíčovými službami HMS jsou Huawei ID, Cloud, AppGallery, Témata, Huawei Video, Prohlížeč a Asistent. Huawei Quick Apps je alternativou k Google Instant Apps.
Do ledna 2020 bylo s HMS Core integrováno přes 50 000 aplikací, zatímco Google Mobile Services má v Google Play přibližně 3 miliony aplikací. AppGallery v roce 2019 dosáhla 180 miliard stažení.
V březnu 2020 využívalo HMS 650 milionů aktivních uživatelů měsíčně ve 170 zemích.
Čínský výrobce telefonů, společnost LeTV, uspořádal 27. září 2021 v Pekingu schůzku o obchodní komunikaci s chytrými telefony, aby předvedl svůj telefon LeTV S1. Jednalo se o první smartphone od výrobce třetí strany, který zahrnoval mobilní služby Huawei.